# 2646 Abetti
2646 Abetti este un asteroid din centura principală, descoperit pe 13 martie 1977 de Nikolai Cernîh.